# Абрамов Федір Михайлович
Федір Михайлович Абрамов (7 січня 1930 — 21 січня 2007) — український політик, член Комуністичної партії України. З 1995 року був секретарем Донецького ОК КПУ.
Народився 7 січня 1930 у селі Стрєлецьке (Томаровський район, Курська область, Росія), росіянин, одружений та виховує 2 дочок.

## Освіта
Навчався у Харківському державному університеті (1966), економіст.

## Діяльність
Народний депутат України 3 скликання березень 1998- квітень 2002, виборчий округ № 59, Донецької області. На час виборів: пенсіонер, член КПУ. Член Комітету в справах пенсіонерів, ветеранів та інвалідів (з липня 1998), член фракції КПУ (з травня 1998).
- З 1946 — курсант, Харківська спеціальна СШ Військово-повітряних сил; курсант, Фрунзенське військово-авіаційне училище льотчиків. По закінченню училища служив в Збройних Силах.
- 1958-61 — заступник завідувача, завідувач їдалень № 116, № 136, № 109, Ленінський трест їдалень, м. Харків.
- 1961-62 — навчався в партійній школі у місті Харків.
- 1962 — секретар парткому, колгоспу ім. К.Маркса Зачепилівського району Харківської області
- 1963-65 — контролер-приймальник, диспетчер, п/с 231, Харківської області
- З 1965 — інструктор, інженер-економіст, заступник голови, Харківської облради Добровільного протипожежного товариства; директор Харківського промпобуткомбінату підсобних підприємств, н.п. Інституту водного господарства
- З 1968 — викладач, старший викладач історії, політекономії, економіки, застурник директора ПТУ-110, директор автошколи, м. Торез.
- 1991-93 — голова Торезького МК СПУ.
- З 1993 — 1-й секретар Торезького МК КПУ.

З 1998 по 2002 — Народний депутат України 3-го скликання, обраний за виборчим округом № 59 (Донецька область). Член комітету у справах пенсіонерів, ветеранів та інвалідів.
У квітні 2002 був кандидатом в народні депутати України від КПУ, № 108 в списку. На час виборів: народний депутат України, член КПУ.